# Kweneng East
Kweneng East est un sous-district du Botswana.

## Villes
- Boatlaname
- Dikgatlhong
- Ditshukudu
- Gabane
- Gakgatla
- Gakutlo
- Gamodubu
- Hatsalatladi
- Kgope
- Kopong
- Kubung
- Kumakwane
- Kweneng
- Lentsweletau
- Leologane
- Lephephe
- Losilakgokong
- Mahetlwe
- Medie
- Metsimotlhabe
- Mmankgodi
- Mmanoko
- Mmatseta
- Mmopane
- Mogoditshane
- Mogonono
- Mokolodi
- Molepolole
- Ramaphatle
- Shadishadi
- Sojwe
- Thamaga
- Tloaneng